# Li Šu-fang
Li Šu-fang (čínsky pchin-jinem Lǐ Shūfāng, znaky 李淑芳; * 6. května 1979) je bývalá čínská zápasnice – judistka, stříbrná olympijská medailistka z roku 2000.

## Sportovní kariéra
Připravovala se v Čching-tao pod vedením Sü Tien-pchinga. V čínské ženské reprezentaci se pohybovala od roku 1997 v polostřední váze do 63 (61) kg. V roce 2002 uspěla v čínské olympijské nominaci na olympijské hry v Sydney. Ve čtvrtfinále ubránila belgickou favoritku Gellu Vandecaveyeovou a zvítězila verdiktem sudích na praporky (hantei). V semifinále uspěla stejným způsobem v zápase s naturalizovanou Italkou Jenny Galovou. Ve finále se utkala s Francouzskou Séverine Vandenhendeovou. Od úvodu pasivní zápas rozhodla její penalizace za vyhýbání se útoku a po porážce získala stříbrnou olympijskou medaili. V roce 2004 startovala na olympijských hrách v Athénách, ale takticky nezvádla zápas úvodního kola s Kanaďankou Marie-Hélène Chisholmou. Po skončení olympiády se na větším mezinárodním turnajím neobjevila.

### Vítězství
- 2000 – 1x světový pohár (Řím, Rotterdam)

## Výsledky
| Turnaj            | 1996             | 1997             | 1998             | 1999             | 2000             | 2001             | 2002             | 2003             | 2004             |
| Turnaj            | 17               | 18               | 19               | 20               | 21               | 22               | 23               | 24               | 25               |
| Turnaj            | polostřední váha | polostřední váha | polostřední váha | polostřední váha | polostřední váha | polostřední váha | polostřední váha | polostřední váha | polostřední váha |
| ----------------- | ---------------- | ---------------- | ---------------- | ---------------- | ---------------- | ---------------- | ---------------- | ---------------- | ---------------- |
| Olympijské hry    | —                |                  |                  |                  | 2.               |                  |                  |                  | úč.              |
| Mistrovství světa |                  | —                |                  | —                |                  | úč.              |                  | úč.              |                  |
| Asijské hry       |                  |                  | —                |                  |                  |                  | 3.               |                  |                  |
| Mistrovství Asie  | —                | 3.               |                  | —                | —                | —                |                  | —                | 3.               |
| MS juniorů        | 2.               |                  | —                |                  |                  |                  |                  |                  |                  |